# Tina apiculata
Tina apiculata är en kinesträdsväxtart som först beskrevs av Ludwig Radlkofer, och fick sitt nu gällande namn av Ludwig Radlkofer och Choux. Tina apiculata ingår i släktet Tina och familjen kinesträdsväxter. Inga underarter finns listade i Catalogue of Life.